# Ščëlkovskaja
Ščëlkovskaja (in russo Щёлковская?) è una stazione capolinea della Linea Arbatsko-Pokrovskaja, la linea 3 della metropolitana di Mosca.
Il suo nome è dovuto alla vicinanza dell'autostrada Ščëlkovo. Fu inaugurata nel 1963 e fu costruita a 8 metri dal livello del suolo, secondo il design standard delle stazioni dell'epoca. I pilastri sono ricoperti in marmo verde scuro; le mura erano in origine ricoperte da piastrelle in ceramica gialle e nere, ma nel 2002 furono sostituite da una copertura metalloplastica più moderna, che diede alla stazione un aspetto più pulito. Gli architetti furono Ivan Taranov e Nadežda Bykova.
La stazione è molto frequentata, fatto dovuto alla presenza del terminal centrale dei bus di Mosca.